# Wahlkreis Nord I
Der Wahlkreis Nord I  ist seit 1958 ein Wahlkreis für die französische Parlamentswahl im Département Nord.

## Beschreibung des Wahlkreises
Der Wahlkreis I deckt das Zentrum und den südlichen Teil der Stadt Lille ab.
In den ersten Jahren der Fünften Republik wurde der Sitz  von gaullistischen Parteien gehalten, danach, in den ersten beiden Jahrzehnten des 21. Jahrhunderts,  von der Sozialistischen Partei. La France Insoumise gewann das Mandat bei der  Wahl 2017 und verteidigte es 2022.

## Abgeordnete
| Wahl | Abgeordneter                                          | Partei                                                |                                                       |
| ---- | ----------------------------------------------------- | ----------------------------------------------------- | ----------------------------------------------------- |
| 1958 | Bertrand Motte                                        | CNIP                                                  |                                                       |
| 1962 | Louis Christiaens                                     | UNR                                                   |                                                       |
| 1967 | Louis Christiaens                                     | UDR                                                   |                                                       |
| 1968 | François-Xavier Ortoli                                | UDR                                                   |                                                       |
| 1968 | Gabriel Vancalster                                    | UDR                                                   |                                                       |
| 1973 | Norbert Ségard                                        | UDR                                                   |                                                       |
| 1974 | Robert Valbrun                                        | UDR                                                   |                                                       |
| 1978 | Norbert Ségard                                        | UDF                                                   |                                                       |
| 1978 | Georges Delfosse                                      | UDF                                                   |                                                       |
| 1981 | Georges Delfosse                                      | UDF                                                   |                                                       |
| 1986 | Es wurde bei dieser Wahl nicht in Wahlkreisen gewählt | Es wurde bei dieser Wahl nicht in Wahlkreisen gewählt | Es wurde bei dieser Wahl nicht in Wahlkreisen gewählt |
| 1988 | Pierre Mauroy                                         | PS                                                    |                                                       |
| 1993 | Colette Codaccioni                                    | RPR                                                   |                                                       |
| 1995 | Jacques Richir                                        | RPR                                                   |                                                       |
| 1997 | Bernard Roman                                         | PS                                                    |                                                       |
| 2002 | Bernard Roman                                         | PS                                                    |                                                       |
| 2007 | Bernard Roman                                         | PS                                                    |                                                       |
| 2012 | Bernard Roman                                         | PS                                                    |                                                       |
| 2017 | Adrien Quatennens                                     | LFI                                                   |                                                       |
| 2022 | Adrien Quatennens                                     | LFI                                                   |                                                       |

## Wahlergebnisse

### Parlamentswahl 2012
| Kandidaten               | Kandidaten             | Parteien                                         | 1. Wahlgang | 1. Wahlgang | 2. Wahlgang | 2. Wahlgang |
| Kandidaten               | Kandidaten             | Parteien                                         | Stimmen     | %           | Stimmen     | %           |
| ------------------------ | ---------------------- | ------------------------------------------------ | ----------- | ----------- | ----------- | ----------- |
|                          | Bernard Romangewählt   | SOC – Parti socialiste                           | 12.313      | 41,7        | 17.390      | 64,9        |
|                          | Hervé-Marie Morelle    | UMP – Union pour un mouvement populaire          | 6.384       | 21,6        | 9.388       | 35,1        |
|                          | Éric Dillies           | FN – Front national                              | 3.980       | 13,5        |             |             |
|                          | Joseph Demeulemeester  | FG – Front de gauche (Parti communiste français) | 2.423       | 8,2         |             |             |
|                          | Élise Jeanne           | VEC – Europe Écologie Les Verts                  | 1.960       | 6,6         |             |             |
|                          | Yves Delahaie          | CEN – Mouvement démocrate                        | 833         | 2,8         |             |             |
|                          | Brigitte Mauroy        | DVD – La Gauche moderne                          | 427         | 1,4         |             |             |
|                          | Alessandro di Giuseppe | EXG – Unabh.                                     | 382         | 1,3         |             |             |
|                          | Chantal Pote           | ECO – Le Trèfle                                  | 318         | 1,1         |             |             |
|                          | Jan Pauwels            | EXG – Nouveau Parti anticapitaliste              | 186         | 0,6         |             |             |
|                          | Nicole Baudrin         | EXG – Lutte Ouvrière                             | 164         | 0,6         |             |             |
|                          | Yves Gernigon          | AUT – Unabh.                                     | 87          | 0,3         |             |             |
|                          | Sébastien Périmony     | AUT – Solidarité et progrès                      | 71          | 0,2         |             |             |
|                          | Tristan Duval          | EXG – Unabh.                                     | 17          | 0,1         |             |             |
| Gesamt                   | Gesamt                 | Gesamt                                           | 29.545      | 100         | 26.778      | 100         |
|                          |                        |                                                  |             |             |             |             |
| Ungültige Stimmen        | Ungültige Stimmen      | Ungültige Stimmen                                | 385         | 1,3         | 1.030       | 3,7         |
| Wähler                   | Wähler                 | Wähler                                           | 29.930      | 49,4        | 27.808      | 45,9        |
| Wahlberechtigte          | Wahlberechtigte        | Wahlberechtigte                                  | 60.531      |             | 60.531      |             |
|                          |                        |                                                  |             |             |             |             |
| Quelle: Innenministerium |                        |                                                  |             |             |             |             |

### Parlamentswahl 2017
| Kandidaten               | Kandidaten               | Parteien                                   | 1. Wahlgang | 1. Wahlgang | 2. Wahlgang | 2. Wahlgang |
| Kandidaten               | Kandidaten               | Parteien                                   | Stimmen     | %           | Stimmen     | %           |
| ------------------------ | ------------------------ | ------------------------------------------ | ----------- | ----------- | ----------- | ----------- |
|                          | Adrien Quatennensgewählt | FI – La France insoumise                   | 5.236       | 19,4        | 11.039      | 50,1        |
|                          | Christophe Itier         | REM – La République en marche              | 8.810       | 32,6        | 10.989      | 49,9        |
|                          | Nicolas Lebas            | UDI – Union des démocrates et indépendants | 3.728       | 13,8        |             |             |
|                          | Éric Dillies             | FN – Front national                        | 2.947       | 10,9        |             |             |
|                          | François Lamy            | SOC – Parti socialiste                     | 2.470       | 9,1         |             |             |
|                          | Anne Mikolajczak         | ECO – Europe Écologie Les Verts            | 1.383       | 5,1         |             |             |
|                          | Hugo Vandamme            | COM – Parti communiste français            | 631         | 2,3         |             |             |
|                          | Chantal Pote             | ECO – Le Trèfle                            | 382         | 1,4         |             |             |
|                          | Patrice Hanriot          | DIV – Ma voix                              | 278         | 1,0         |             |             |
|                          | Caroline Soualle         | DIV – Parti animaliste                     | 258         | 1,0         |             |             |
|                          | Nicole Baudrin           | EXG – Lutte Ouvrière                       | 246         | 0,9         |             |             |
|                          | Maxime Royer             | DIV – Union populaire républicaine         | 170         | 0,6         |             |             |
|                          | Abdelaziz Zaddi          | ECO – Mouvement 100 % (AÉI – Sonst.)       | 162         | 0,6         |             |             |
|                          | Slimane Abdelkafar       | DIV – Parti Pirate                         | 121         | 0,4         |             |             |
|                          | Isabelle Koinig          | ECO – Mouvement écologiste indépendant     | 121         | 0,4         |             |             |
|                          | Véronique Demolliens     | REG – Régions et peuples solidaires        | 37          | 0,1         |             |             |
|                          | Hervé Decaux             | DIV – Unabh.                               | 26          | 0,1         |             |             |
|                          | Lucie Dubus              | DIV – Unabh.                               | 7           | 0,0         |             |             |
|                          | Olivier Capelle          | DIV – Unabh.                               | 3           | 0,0         |             |             |
|                          | Camille Colliot          | DIV – Rêve général                         | 2           | 0,0         |             |             |
|                          | Tristan Duval            | EXG – En lutte                             | 1           | 0,0         |             |             |
|                          | Virginie de Cesare       | DIV – Plantons des graines !               | 0           | 0,0         |             |             |
|                          | Stéphane Étienne         | DIV – Autogestion                          | 0           | 0,0         |             |             |
|                          | Valentine Rambert        | DVD – Parti chrétien-démocrate             | 0           | 0,0         |             |             |
|                          | Pierre Rodriguez         | DIV – Tous pour rire !                     | 0           | 0,0         |             |             |
| Gesamt                   | Gesamt                   | Gesamt                                     | 27.019      | 100         | 22.028      | 100         |
|                          |                          |                                            |             |             |             |             |
| Leere Stimmzettel        | Leere Stimmzettel        | Leere Stimmzettel                          | 291         | 1,1         | 1.133       | 4,8         |
| Ungültige Stimmzettel    | Ungültige Stimmzettel    | Ungültige Stimmzettel                      | 135         | 0,5         | 512         | 2,2         |
| Wähler                   | Wähler                   | Wähler                                     | 27.445      | 44,5        | 23.673      | 38,3        |
| Wahlberechtigte          | Wahlberechtigte          | Wahlberechtigte                            | 61.729      |             | 61.729      |             |
|                          |                          |                                            |             |             |             |             |
| Quelle: Innenministerium |                          |                                            |             |             |             |             |

### Parlamentswahl 2022
| Kandidaten               | Kandidaten               | Parteien                                                                   | 1. Wahlgang | 1. Wahlgang | 2. Wahlgang | 2. Wahlgang |
| Kandidaten               | Kandidaten               | Parteien                                                                   | Stimmen     | %           | Stimmen     | %           |
| ------------------------ | ------------------------ | -------------------------------------------------------------------------- | ----------- | ----------- | ----------- | ----------- |
|                          | Adrien Quatennensgewählt | NUP – Nouvelle union populaire écologique et sociale (La France insoumise) | 15.000      | 52,1        | 17.428      | 65,2        |
|                          | Vanessa Duhamel          | ENS – Ensemble ! (Mouvement démocrate)                                     | 6.071       | 21,1        | 9.284       | 34,8        |
|                          | Carole Leclercq          | RN – Rassemblement National                                                | 2.960       | 10,3        |             |             |
|                          | Thomas Fabre             | UDI – Union des démocrates et indépendants                                 | 1.984       | 6,9         |             |             |
|                          | Mai Rimlinger            | REC – Reconquête                                                           | 782         | 2,7         |             |             |
|                          | Audric Alexandre         | DIV – Parti des citoyens européens                                         | 782         | 2,7         |             |             |
|                          | Constance Godest         | ECO – Parti animaliste                                                     | 669         | 2,3         |             |             |
|                          | Pierre Madelain          | DXG – Lutte Ouvrière                                                       | 277         | 1,0         |             |             |
|                          | Jonathan Lefranc         | DIV – Unabh.                                                               | 237         | 0,8         |             |             |
|                          | Frédéric Chaouat         | DIV – La sagesse politique                                                 | 50          | 0,2         |             |             |
|                          | Hugo Desmarchelier       | DIV – Parti Pirate                                                         | 6           | 0,0         |             |             |
| Gesamt                   | Gesamt                   | Gesamt                                                                     | 28.818      | 100         | 26.712      | 100         |
|                          |                          |                                                                            |             |             |             |             |
| Leere Stimmzettel        | Leere Stimmzettel        | Leere Stimmzettel                                                          | 351         | 1,2         | 1.037       | 3,7         |
| Ungültige Stimmzettel    | Ungültige Stimmzettel    | Ungültige Stimmzettel                                                      | 148         | 0,5         | 437         | 1,6         |
| Wähler                   | Wähler                   | Wähler                                                                     | 29.317      | 45,6        | 28.186      | 43,9        |
| Wahlberechtigte          | Wahlberechtigte          | Wahlberechtigte                                                            | 64.224      |             | 64.243      |             |
|                          |                          |                                                                            |             |             |             |             |
| Quelle: Innenministerium |                          |                                                                            |             |             |             |             |

### Parlamentswahl 2024
| Kandidaten               | Kandidaten             | Parteien                                                  | 1. Wahlgang | 1. Wahlgang | 2. Wahlgang | 2. Wahlgang |
| Kandidaten               | Kandidaten             | Parteien                                                  | Stimmen     | %           | Stimmen     | %           |
| ------------------------ | ---------------------- | --------------------------------------------------------- | ----------- | ----------- | ----------- | ----------- |
|                          | Aurélien Le Coqgewählt | UG – Nouveau Front populaire (La France insoumise)        | 17.800      | 44,2        | 27.116      | 75,5        |
|                          | Carole Leclercq        | RN – Rassemblement National                               | 7.298       | 18,1        | 8.802       | 24,5        |
|                          | Vanessa Duhamel        | ENS – Ensemble pour la République (Mouvement démocrate)   | 7.055       | 17,5        |             |             |
|                          | Amy Bah                | DVG –                                                     | 3.551       | 8,8         |             |             |
|                          | Brice Lauret           | DVD – Unabh.                                              | 1.951       | 4,8         |             |             |
|                          | Maxime Legrand         | DVG –                                                     | 1.169       | 2,9         |             |             |
|                          | Alison Marinho         | DVD –                                                     | 610         | 1,5         |             |             |
|                          | Audric Alexandre       | DIV – Parti des citoyens européens – L’Écologie autrement | 345         | 0,9         |             |             |
|                          | Pierre Madelain        | EXG – Lutte Ouvrière                                      | 217         | 0,5         |             |             |
|                          | Michel Laurençot       | DVG –                                                     | 199         | 0,5         |             |             |
|                          | Verena Priem           | REG – Volt                                                | 58          | 0,1         |             |             |
|                          | Frédéric Chaouat       | DIV – La sagesse politique                                | 14          | 0,0         |             |             |
|                          | Adel Bousalham         | DVG –                                                     | 1           | 0,0         |             |             |
|                          | Line Marage            | EXG –                                                     | 0           | 0,0         |             |             |
| Gesamt                   | Gesamt                 | Gesamt                                                    | 40.268      | 100         | 35.918      | 100         |
|                          |                        |                                                           |             |             |             |             |
| Leere Stimmzettel        | Leere Stimmzettel      | Leere Stimmzettel                                         | 448         | 1,1         | 2.817       | 7,1         |
| Ungültige Stimmzettel    | Ungültige Stimmzettel  | Ungültige Stimmzettel                                     | 227         | 0,6         | 813         | 2,1         |
| Wähler                   | Wähler                 | Wähler                                                    | 40.943      | 66,4        | 39.548      | 64,1        |
| Wahlberechtigte          | Wahlberechtigte        | Wahlberechtigte                                           | 61.672      |             | 61.712      |             |
|                          |                        |                                                           |             |             |             |             |
| Quelle: Innenministerium |                        |                                                           |             |             |             |             |